# Agave fourcroydes
Agave fourcroydes är en sparrisväxtart som beskrevs av Lem.. Agave fourcroydes ingår i släktet Agave och familjen sparrisväxter. Inga underarter finns listade i Catalogue of Life.

## Bildgalleri

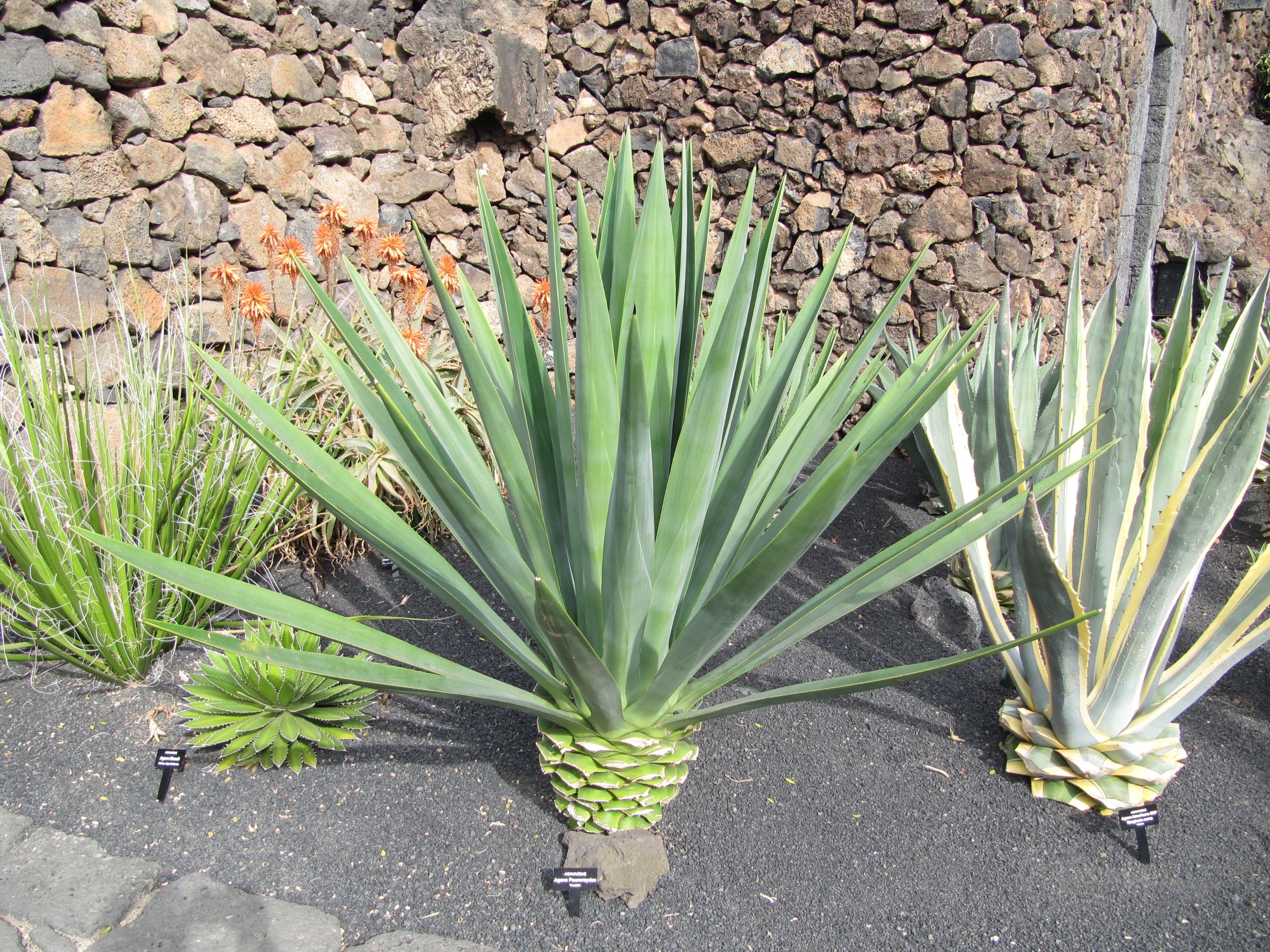
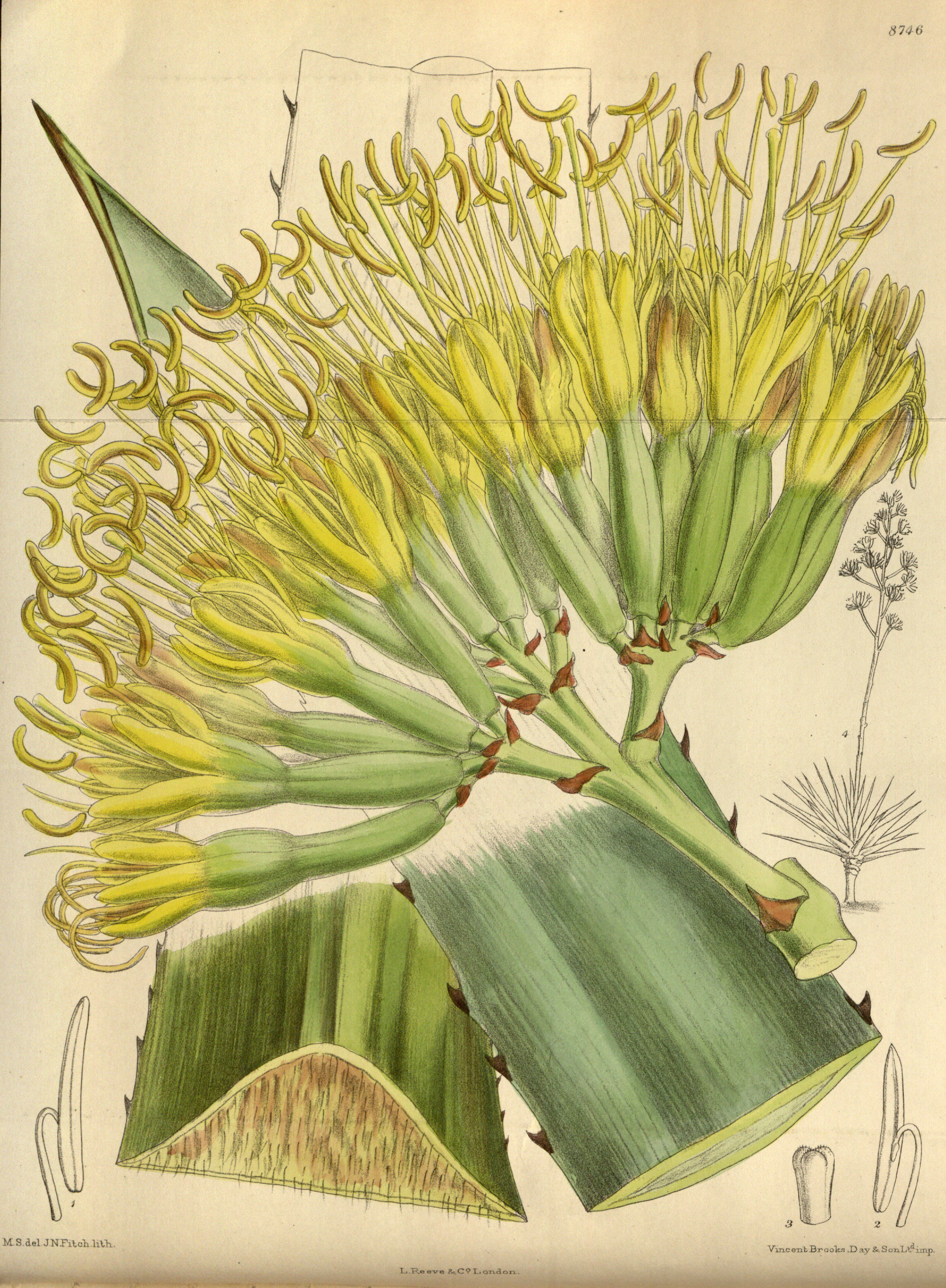
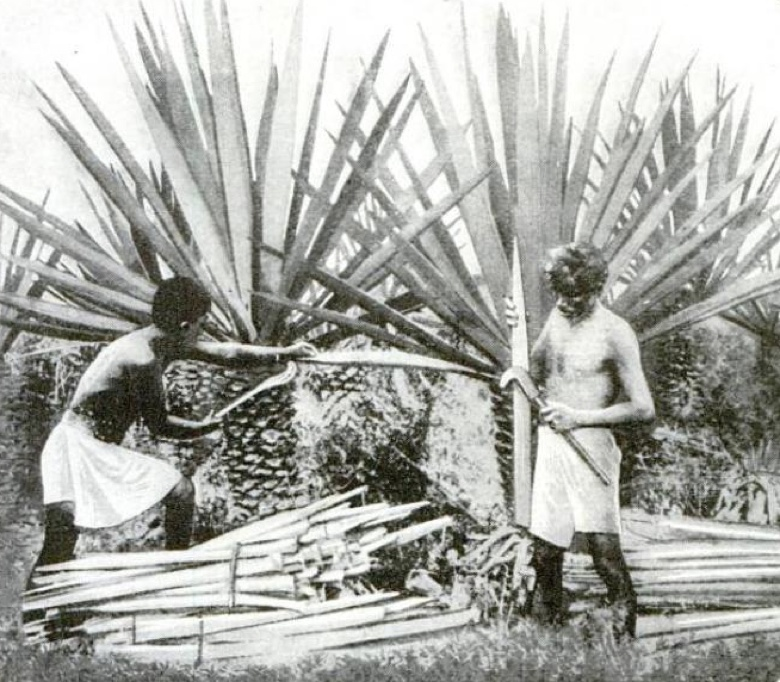
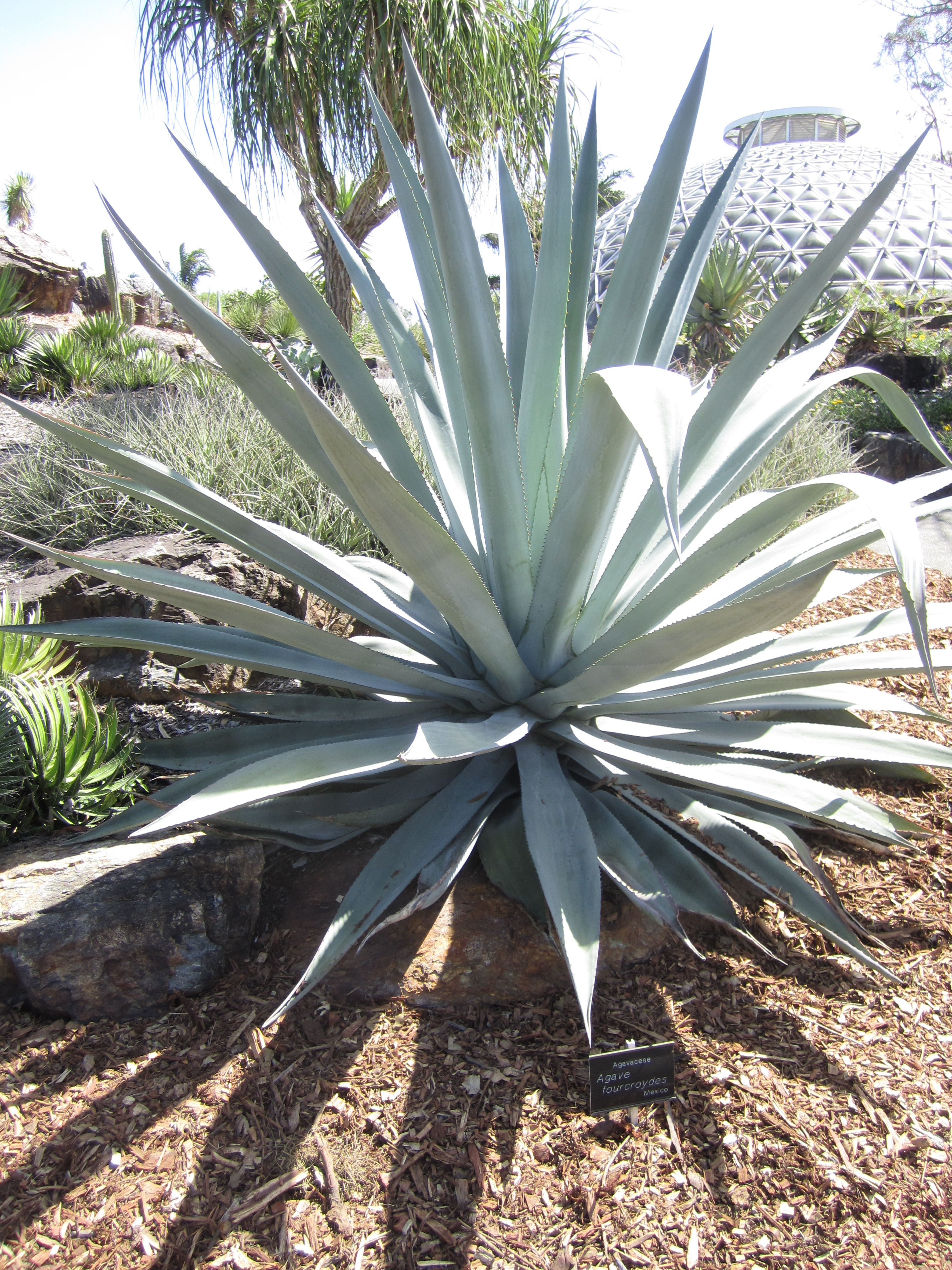
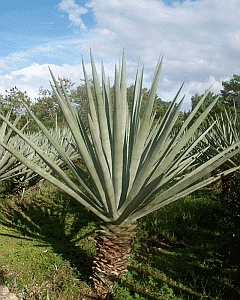